# Partito dell'Uguaglianza e della Democrazia dei Popoli
Il Partito dell'Uguaglianza e della Democrazia dei Popoli (in turco: Halkların Eşitlik ve Demokrasi Partisi, abbreviato: HEDEP oppure DEM; in curdo: Partiya Wekhevî û Demokrasiya Gelan), successore del Partito della Sinistra Verde (in turco: Yeşil Sol Parti, in curdo: Partiya Çep a Kesk) è un partito filo-curdo di sinistra della Turchia.
È stato fondato il 25 novembre 2012 dalla fusione del Partito dei Verdi (ecologista) e del Partito Uguaglianza e Democrazia (libertario sociale). Il nome del partito, nato come "Verdi e Partito della Sinistra del Futuro" o più semplicemente ''Partito della Sinistra Verde" (Yeşil Sol Parti), ha subito vari cambiamenti nel 2016 e nel 2023.
Il suo simbolo consiste in un albero il cui tronco viola forma una figura umana, la corona è composta da singole foglie verdi e il sole giallo forma la testa della figura umana al centro della corona. I co-presidenti del partito sono Tulay Hatımoğulları Oruç e Tuncer Bakırhan.
Il partito è uno dei partecipanti al Congresso democratico dei popoli (HDK), un'iniziativa politica chiave per la fondazione del Partito democratico dei popoli (HDP) nel 2012.

## La storia
L'YSP, precedentemente chiamato Yeşiller ve Sol Gelecek Partisi (Partito dei Verdi e del Futuro della Sinistra), è stato fondato il 25 novembre 2012 dalla fusione dell'Eşitlik ve Demokrasi Partisi (Partito dell'Uguaglianza e della Democrazia) e dello Yeşiller Partisi (Partito dei Verdi). Si definisce un partito verde con idee di sinistra-liberali.
Nel 2014 il partito ha sostenuto Selahattin Demirtaş come candidato alle elezioni presidenziali turche del 2014 e ha appoggiato l'HDP alle elezioni parlamentari del giugno 2015.
Al secondo congresso ordinario del partito, il 2 aprile 2016, il partito ha cambiato nome in Yeşil Sol Partisi (YSP). Il nuovo logo del partito è dovuto alla decisione presa al secondo congresso straordinario del 16 ottobre 2022. Selahattin Demirtaş ha poi suggerito che, in caso di un eventuale divieto dell'HDP, tutti i candidati del gruppo parlamentare dell'HDP correranno a nome dell'YSP alle elezioni parlamentari del 2023.
Con la decisione del 24 marzo 2023, l'HDP, l'Emekçi Hareket Partisi (Partito del Movimento dei Lavoratori) e il Toplumsal Özgürlük Partisi (Partito della Libertà Sociale) hanno deciso di correre per le elezioni presidenziali e parlamentari uniti nelle liste dell'YSP. Questo per rafforzare l'alleanza Millet İttifakı (Alleanza della Nazione) del leader dell'opposizione Kemal Kilicdaroglu. L'YSP è quindi indicato come un partito chiave per le elezioni presidenziali del 2023.